# Джонсон, Марк Стивен
Марк Стивен Джонсон (англ. Mark Steven Johnson; род. 30 августа 1964) — американский кинорежиссёр и сценарист.

## Образование и карьера
Джонсон родился в Хейстингсе, штат Миннесота и окончил Калифорнийский государственный университет в Лонг-Бич.
Изначально Марк Стивен Джонсон зарекомендовал себя как профессиональный сценарист. В 1993 году состоялась премьера комедии «Старые ворчуны», снятой по сценарию Марка, а два года спустя вышел её сиквел. В 1996 году Джонсон написал сценарий к фильму «Большие парни», а уже в 1998-м над проектом «Саймон Бирч» Джонсон работал и как сценарист, и как режиссёр. В том же году в США состоялась премьера семейной комедии «Джек Фрост», автором сценария к которой является Марк.
В 2000 годы Джонсон сосредоточился на супергеройском кино. В 2003 вышла «Сорвиголова» с Беном Аффлеком, а в 2007 — «Призрачный гонщик» с Николасом Кейджем. Джонсон выступил режиссёром и сценаристом обеих картин.
В 2010 Джонсон снял романтическую комедию «Однажды в Риме» с Кристен Белл и Джошем Дюамелем, в 2013 — драматический триллер «Сезон убийц», главные роли в котором исполнили Роберт Де Ниро и Джон Траволта. В 2018-м в мировой прокат вышел фильм «Кристофер Робин», сценарий к которому был основан на рассказе Джонсона.
Весной 2020 года в американский прокат вышел фильм Джонсона «Ограбление президента». Главные роли в картине, основанной на реальном ограблении банка в Калифорнии, произошедшем в 1972 году, сыграли Трэвис Фиммел, Рэйчел Тейлор и Форест Уитакер.

## Фильмография
| Год  | Фильм                        | Работа    | Работа   | Работа                               |
| Год  | Фильм                        | Сценарист | Режиссёр | Продюсер или Исполнительный продюсер |
| ---- | ---------------------------- | --------- | -------- | ------------------------------------ |
| 1993 | Старые ворчуны               | Да        |          |                                      |
| 1995 | Старые ворчуны разбушевались | Да        |          |                                      |
| 1998 | Саймон Бирч                  | Да        | Да       |                                      |
| 2003 | Сорвиголова                  | Да        | Да       |                                      |
| 2005 | Электра                      |           |          | Да                                   |
| 2007 | Призрачный гонщик            | Да        | Да       |                                      |
| 2010 | Однажды в Риме               | Да        | Да       | Да                                   |
| 2012 | Призрачный гонщик 2          |           |          | Да                                   |
| 2013 | Сезон убийц                  |           | Да       |                                      |
| 2013 | Забойный реванш              |           |          | Да                                   |
| 2018 | Кристофер Робин              | Да        |          |                                      |
| 2019 | Ограбление президента        |           | Да       | Да                                   |
| 2020 | Любовь гарантирована         |           | Да       |                                      |
| 2022 | Любовь на вилле              | Да        | Да       | Да                                   |
| TBA  | Проблемы с шампанским        | Да        | Да       |                                      |